# 佐藤浩希
佐藤 浩希（さとう ひろき、1972年8月25日 - ）は日本のフラメンコ舞踊家、振付家、演出家。東京都生まれ。2004年、文化庁芸術祭大賞を受賞。

## 略歴・人物
1972年生まれ。1991年に東京都立田無高等学校を卒業。高校在学中は、ボランティア同好会、ユネスコ・イマジン部創設など、ボランティア活動に励んでいた。
その後東京都練馬高等保育学院に進み、保育士・介護福祉士の資格を取得。在学中に出会い、魅了されたフラメンコへの想いが募り、プロのフラメンコ舞踊家への道に踏み出した。以後、公演活動、後進指導、振付など、幅広く活動し、内外から高い評価を得ている。
2006年、Newsweek日本版の「世界が尊敬する日本人100人」に選出された。また、2018年（平成30年）には、演出・振付を行い夫妻で主演を務める舞台『Ay曽根崎心中』を当時の天皇・皇后が鑑賞した。
「鍵田真由美・佐藤浩希フラメンコ舞踊団 ARTE Y SOELRA（アルテ イ ソレラ）」を主宰。

## 受賞歴
- 1996年　現代舞踊協会「河上鈴子スペイン舞踊新人賞」
- 1996年　日本フラメンコ協会「フラメンコ・ルネッサンス21特別奨励賞」
- 1997年　神奈川県芸術舞踊協会「ヨコハマ・コンペティション最優秀賞」
- 2001年　文化庁芸術祭優秀賞（『FLAMENCO曽根崎心中』に対して）
- 2004年　文化庁芸術祭大賞（『ARTE Y SOLERA 歓喜』に対して）
- 2007年　平成18年度財団法人松山バレエ団第17回顕彰「芸術奨励賞」
- 2024年　第54回（2023年）舞踊批評家協会賞 本賞（『恋の焔炎』に対して）[8]

## 外部振付・演出作品
- 2007年　今井翼　World's Wing 翼 Premium 2007（大阪松竹座、日生劇場）フラメンコ振付
- 2008年　今井翼　World's Wing 翼 Premium 2008（大阪松竹座、日生劇場）フラメンコ振付
- 2012年　清水みなと祭り「かっぽれ・フラメンコ」（作詞：阿木燿子　作曲：宇崎竜童）振付[9][10]
- 2013年　松竹　二月花形歌舞伎『GOEMON』（大阪松竹座）[11]フラメンコ振付・出演
- 2014年　松竹　十月花形歌舞伎『GOEMON』（大阪松竹座）[12]フラメンコ振付・出演
- 2016年　松竹　音楽劇『マリウス』（日生劇場）振付・出演
- 2016年　宝塚歌劇団 雪組『ドン・ジュアン』（KAAT神奈川芸術劇場、梅田芸術劇場シアター・ドラマシティ）フラメンコ振付
- 2016年　松竹　十月花形歌舞伎『GOEMON』（新橋演舞場）[13]フラメンコ振付・出演
- 2017年　藤間清継舞踊リサイタル『華継会』（国立劇場 小劇場）　長唄「二人静」（鍵田真由美 特別出演作品）共同振付
- 2018年　松竹　第八回システィーナ歌舞伎『GOEMONロマネスク』[14]（大塚国際美術館）フラメンコ振付・出演
- 2018年　松竹　音楽劇『マリウス』（大阪松竹座）[15]振付・出演
- 2019年　梅田芸術劇場『ドン・ジュアン』（TBS赤坂ACTシアター、刈谷市総合文化センターアイリス）フラメンコ振付
- 2020年　宝塚歌劇団 花組『DANCE OLYMPIA』（東京国際フォーラム・ホールC）フラメンコ振付
- 2020年　松竹　第十回システィーナ歌舞伎『NOBUNAGA』[16]（大塚国際美術館）フラメンコ振付・出演
- 2021年　松竹　ミュージカル『ゴヤ -GOYA-』（日生劇場、御園座）[17][18]フラメンコ振付・出演
- 2021年　松竹　十月花形歌舞伎『GOEMON』（大阪松竹座）[19]　フラメンコ振付・出演
- 2021年　梅田芸術劇場『ドン・ジュアン』（梅田芸術劇場、TBS赤坂ACTシアター）[20]フラメンコ振付
- 2021年　藤間清継舞踊リサイタル『華継会』（紀尾井ホール 小ホール）[21]　長唄「二人静」（鍵田真由美 特別出演作品）共同振付
- 2021年　大沼由紀新作舞踊公演『音の旅人』（座・高円寺２）[22] 演出
- 2022年　日本舞踊『泉樹会』（国立劇場 大劇場）[23]　義太夫「倭姫御巡幸 倭姫と貞奴」（鍵田真由美 特別出演作品） 共同振付
- 2022年　少女歌劇団ミモザ―ヌ　夏公演『Traveling Summer』「群青」 フラメンコ振付　フラメンコ舞踊講師[24]
- 2022年　松竹　『日本怪談歌舞伎　時超輪廻古井戸』（大阪松竹座）[25] 振付・出演
- 2022年　日本舞踊『華継会』（国立劇場 小劇場）[26] 義太夫「はなれ瞽女おりん」（鍵田真由美 特別出演作品）共同振付・出演
- 2022年　大沼由紀舞踊公演『音の旅人2』（座・高円寺2）[27] 演出
- 2022年　工藤朋子フラメンコリサイタルVol.3『時と血と地と』（パルテノン多摩 小ホール）[28] 演出・振付補助
- 2022年　現代舞踊協会『江口隆哉・河上鈴子メモリアル・フェスタVol.II』（渋谷区総合文化センター大和田 さくらホール）[29] 鍵田真由美・佐藤浩希作品「黄泉からの伝言」 振付・出演
- 2023年　日本フラメンコ協会『アニフェリア2023』（なかのZEROホール 小ホール）[30] 第2部協会作品 演出・振付
- 2023年　工藤朋子 青森県美術館アレコホール特別フラメンコ公演『抱擁の哀しき果て』  演出・出演
- 2023年　『舞踊・女形の会』（浅草公会堂）　長唄「二人静」（鍵田真由美 出演作品）藤間清継と共同振付
- 2023年　スペイン公演『Arte, pasión y solera』（トレド・ロハス劇場）演出・振付・出演
- 2023年　日本フラメンコ協会『フラメンコのちから』全国公演（仙台／札幌／富山／徳島／大阪／館山） 総合演出
- 2024年　宝塚歌劇団 花組『ドン・ジュアン』（御園座） フラメンコ振付[31]
- 2024年　梅田芸術劇場 柚香光 1st Solo Concert『TABLEAU』（シアタードラマシティ・東京国際フォーラム ホールC・御園座） フラメンコ振付[32]
- 2024年　少女歌劇団ミモザ―ヌ　夏公演2024『ジャングル・レビュー ～Living～』「終わったンだから」 フラメンコ振付
- 2024年　中里眞央フラメンコリサイタルVol.1『HACIA ADELANTE -私の中の私-』振付[33]
- 2025年　工藤朋子フラメンコリサイタルVol.4『黒いダイヤ -Diamante Nigro-』演出・振付協力[34]
- 2025年　宝塚歌劇団 宙組『ZORRO THE MUSICAL』（東急シアターオーブ） フラメンコ振付[35]

## 外部舞台出演
- 2016年2月　松竹　第七回システィーナ歌舞伎『美女と野獣』[36]（大塚国際美術館）出演
- 2018年1月～2月　ダンディ商会　サクラ大戦歌謡ショウより～『続・花咲く男たち』[37]（浅草花やしき座）　フラメンコ太郎役で出演
- 2018年9月　ダンディ商会　サクラ大戦歌謡ショウより～『続々・花咲く男たち』[38]（浅草花やしき座）　フラメンコ太郎役で出演
- 2019年4月　ダンディ商会　サクラ大戦歌謡ショウより～『夢見る男たち 〜地獄変〜』[39]（草月ホール）　フラメンコ太郎役で出演
- 2020年10月　松竹　『GOEMON抄』（大阪松竹座）[40]出演
- 2021年12月　ダンディ商会『〜今夜はダンディ！大感謝祭！〜　年忘れ！歳忘れ！？な人たち』[41]（浅草花劇場）出演
- 2023年5月　吾妻会「アズマカブキ2023」[42]（国立劇場 大劇場）出演
- 2023年7月　カニサレス来日公演2023 船橋公演（船橋市民文化ホール）特別出演
- 2025年1月　カニサレスと日本の名手たち（BLUE NOTE TOKYO）出演[43]

## 映画
- 2005年　東宝 『東京タワー』（監督：源孝志）　寺島しのぶ（川野喜美子役）のフラメンコ指導
- 2018年　松竹 『妻よ薔薇のように 家族はつらいよIII』（監督：山田洋次）　夏川由依（平田文枝役）のフラメンコ指導[44]、フラメンコ教室の講師と夢の中のフラメンコシーンで出演。公開初日の舞台挨拶でもサプライズで登場した[44]。

## リンク
- ARTE Y SOLERA公式ホームページ
- 『Ay曽根崎心中』ホームページ
- Facebook
- Instagram